# Johann Christian Daniel von Schreber
Johann Christian Daniel von Schreber (ur. 17 stycznia 1739 w Weißensee, zm. 10 grudnia 1810 w Erlangen) – niemiecki badacz historii naturalnej, botanik i zoolog, zwolennik botaniki linneuszowskiej.

## Życiorys
Johann Christian Daniel Schreber urodził się 19 stycznia 1739 roku w Weißensee w Turyngii . Początkowo pobierał nauki w domu rodzinnym, a następnie studiował medycynę, nauki przyrodnicze i teologię na uniwersytecie w Halle . W czerwcu 1758 roku uzyskał licencję nauczyciela .
W 1758 roku nawiązał kontakt korespondencyjny ze szwedzkim przyrodnikiem Karolem Linneuszem (1707–1778), pod którego kierunkiem dalej studiował i w 1760 roku uzyskał tytuł doktora nauk medycznych na uniwersytecie w Uppsali  na podstawie pracy Theses medicae .
W 1761 roku podążył w ślady ojca i został lekarzem Paedagogium w Bützow . W 1764 roku wyjechał wraz z ojcem do Lipska, gdzie został wykładowcą na tamtejszym uniwersytecie .
W 1769 roku opublikował dzieło „Beschreibung der Gräser”, które łączyło opisy botaniczne traw z opisami ich użyteczności w rolnictwie oraz zawierało rysunki wiernie oddające cechy taksonomiczne . W tym samym roku poślubił Johannę Christianę Dorotheę von Schönfeld – para pozostała bezdzietna .
W 1770 roku objął stanowisko trzeciego profesora medycyny na uniwersytecie w Erlangen . Prowadził wykłady m.in. z zakresu ekonomii, historii naturalnej, leśnictwa, metalurgii, botaniki, medycyny i dietetyki . Przy uniwersytecie prowadził ogród botaniczny . Organizował kursy z zakresu zielarstwa i fizjologii roślin . W latach 1792–93 nauczał również chemii .

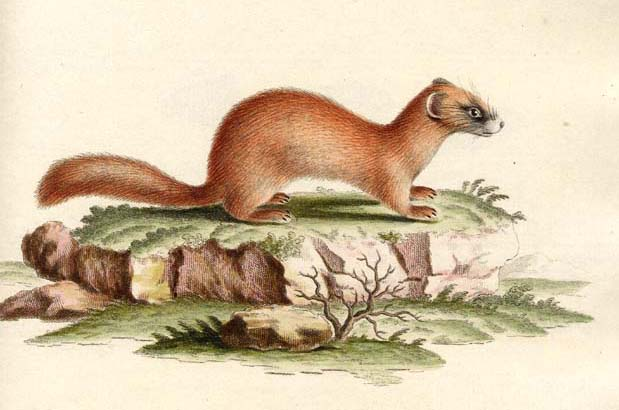
Ilustracja z „Die Säugthiere in Abbildungen nach der Natur mit Beschreibungen” przedstawiająca łasicę syberyjską

W 1774 roku Schreber rozpoczął tworzenie wielotomowego encyklopedycznego dzieła „Die Säugthiere in Abbildungen nach der Natur mit Beschreibungen”, w którym zawarł opisy ssaków świata. Wielu zwierzętom opisanych w tym dziele nadał, jako pierwszy, naukowe nazwy, zgodne z systemem binominalnym Karola Linneusza. Ilustracje opisu cieszyły się uznaniem nie tylko z uwagi na walory naukowe, lecz także na ich walory artystyczne .
W 1777 roku został kierownikiem uniwersyteckiego Muzeum Historii Naturalnej, którego zbiory wykorzystał podczas przygotowywania opisu ssaków . Jako zwolennik systemu klasyfikacji Linneusza , wydawał prace Linneusza na terenie Niemiec i w języku niemieckim i niemieckim . Z uwagi na coraz poważniejsze problemy zdrowotne oraz wobec francuskiej okupacji Erlangen w latach 1806–1810 nie udało mu się zrealizować wielu projektów, w tym opracowania „Flora Germanica” .
Był uznawany za jedynego badacza w Erlangen, który zdobył renomę międzynarodową . Prowadził korespondencję z uczonymi z całych Niemiec, ze Skandynawii, Rosji, Anglii, Francji, Indii i USA – pozostawał w kontakcie m.in. z niemieckim zoologiem i botanikiem Peterem Simonem Pallasem (1741–1811), z brytyjskim botanikiem Josephem Banksem (1743–1820) czy z walijskim przyrodnikiem Thomasem Pennantem (1726–1798) .
Utrzymywał kontakty ze środowiskiem pietystycznym i braci morawskich . W latach 90. XVIII w. angażował się na rzecz francuskich uchodźców . Czterokrotnie był wybierany prerektorem uniwersytetu w Erlangen, a funkcję dziekana medycyny pełnił 21 razy .
Zmarł 10 grudnia 1810 roku w Erlangen .

## Publikacje
Wybór prac za Neue Deutsche Biographie :
- Lithographia Halensis, 1759
- Novae species insectorum, 1759
- Icones et descriptiones plantarum minus cognitarum, 1766
- Spicilegium florae Lipsicae, 1771

## Członkostwa i odznaczenia
Lista podana za Neue Deutsche Biographie :
- 1761 – członek korespondencyjny Królewskiej Szwedzkiej Akademii Nauk
- 1764 – członek Niemieckiej Akademii Przyrodników Leopoldina, której był prezydentem w latach 1791–1810[4]
- 1769 – członek Instytut Historycznego w Getyndze
- 1771 – członek Towarzystwa Botanicznego we Florencji
- 1775 – członek Towarzystwa Przyjaciół Nauk Przyrodniczych w Berlinie
- 1777 – członek Królewskiego Towarzystwa Fizjograficznego w Lund
- 1777 – członek Towarzystwa Przyrodniczego w Halle
- 1785 – członek Królewskiego Czeskiego Towarzystwa Naukowego
- 1790 – członek Towarzystwa Botanicznego w Ratyzbonie
- 1790 – członek Helweckiego Towarzystwa Korespondujących Lekarzy i Chirurgów
- 1791 – członek Towarzystwa Fizycznego w Hamburgu
- 1792 – członek Cesarskiej Akademii Nauk
- 1796 – członek Royal Society[5]
- 1796 – członek Towarzystwa Przyrodniczego w Brukseli
- 1800 – członek Towarzystwa Linneuszowskiego w Londynie
- 1801 – członek Towarzystwa Medycznego w Paryżu
- 1802 – członek Towarzystwa Mineralogicznego w Jenie
- 1802 – członek Towarzystwa Medycznego w Nancy
- 1802 – członek Towarzystwa Fitograficznego w Getyndze
- 1802 – członek Towarzystwa Przyrodniczego Meklemburgii
- 1809 – członek Bawarskiej Akademii Nauk[6]

## Upamiętnienie
Epitet gatunkowy naukowej nazwy nietoperza Scotophilus nigrita Schreber jest eponimem mającym na celu upamiętnienie Schrebera.